# Carme Pigem
Carme Pigem (Olot, 8 aprile 1962) è un'architetta spagnola, vincitrice del Premio Pritzker nel 2017.
È membro dello studio di Architettura RCR insieme a Ramón Vilalta e Rafael Aranda.